# نيكولاي يجوف
نيكولاي إيفانوفيتش يجوف ولد في 1 مايو 1895 كان مسؤول في الشرطة السرية أثناء حكم جوزيف ستالين حيث ترأس المفوضية الشعبية للشؤون الداخلية (إن في كي دي) من أعوام 1936-1938 خلال ذروة التطهير العظيم.
ترأس يجوف عمليات الاعتقال والإعدامات الجماعية خلال التطهير الاعظم. لكنه في نهاية المطاف سقط من حظوة ستالين وسطوته وتم القبض عليه واعترف بمجموعة من الأنشطة المعادية للسوفيت، مدعياً في وقت لاحق أنه تعرض للتعذيب للاعتراف، وأعدم في نهاية المطاف في عام 1940 مع معظم المسؤولين الآخرين عن التطهير.

## نشأته المبكرة وحياته المهنية
ولد يجوف في سانت بطرسبرغ وفقاً لسيرته الذاتية الرسمية السوفيتية ويتوقع بان قام بتغييرها في السجلات ويتوقع انه ولد في في بلدة مارييبا، لتوانيا وادعى يجوف انه يجيد التكلم باللغة البولندية واللتوانية
بدأ تعليمه الابتدائي في عام 1909 وأنهى تعليمه الابتدائي عام 1915 كان يعمل مساعد خياط وعامل بأحد المصانع في فترة 1915 حتى 1917 وخدم يجوف بالجيش الإمبراطوري الروسي، انضم للحركة البلشفية في 5 مايو 1917 قبل سبعة أشهر من ثورة أكتوبر الحمراء التي أعلنت عن قيام النظام الشيوعي في روسيا وكان جندي في الجيش الاحمر في الحرب الاهلية الروسية بي أعوام 1919 - 1921 وفي عام 1927 تم نقله إلى قسم المحاسبة والتوزيع حيث كان يعمل مدرساً ورئيس القسم من 1929 إلى عام 1930 وتم تعيينه رئيس عدة دوائر في الحزب الشيوعي في قسم الشؤون الخاصة وقسم شؤون الموظفين وقسم الصناعة وفي عام 1934 انتخب في اللجنة المركزية للحزب الشيوعي وفي العام القادم أصبح اميناً عاماً لللجنة المركزية للحزب الشيوعي السوفيتي.

## حياته الشخصية

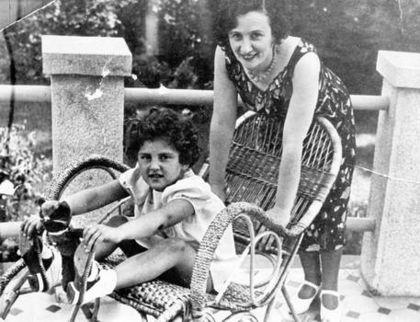
زوجة يجوف مع ابنها عام 1938

وفي عام 1919 تزوج بتيفوا وقام ولكن طلقها وتزوج بيفغينا في وقت لاحق.

## رئيساً للشرطة السرية NKVD

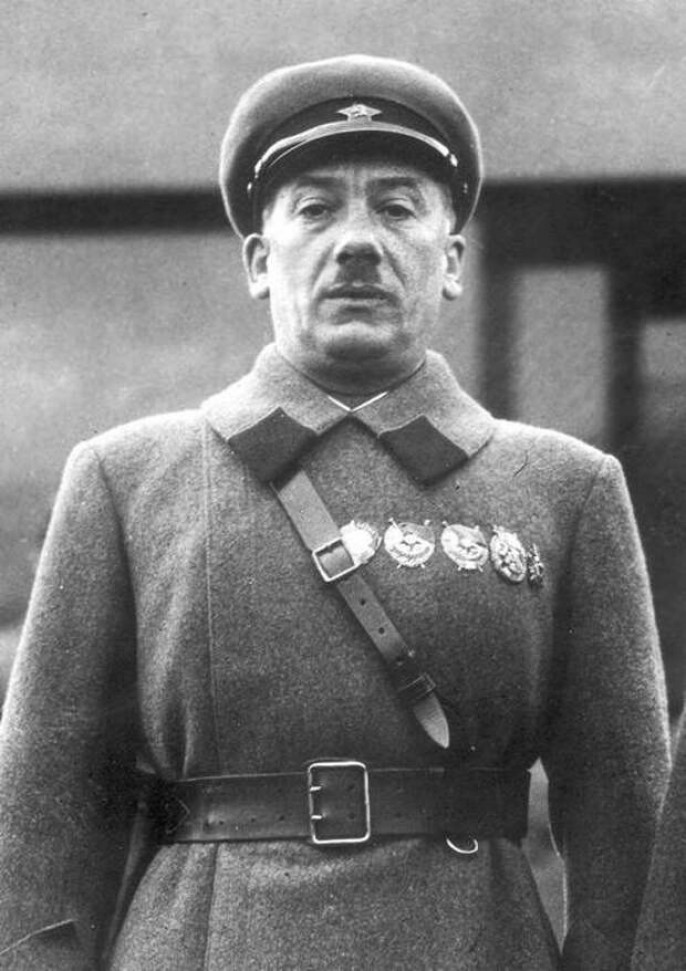
ياغودا الذي قام يجوف بإعدامه

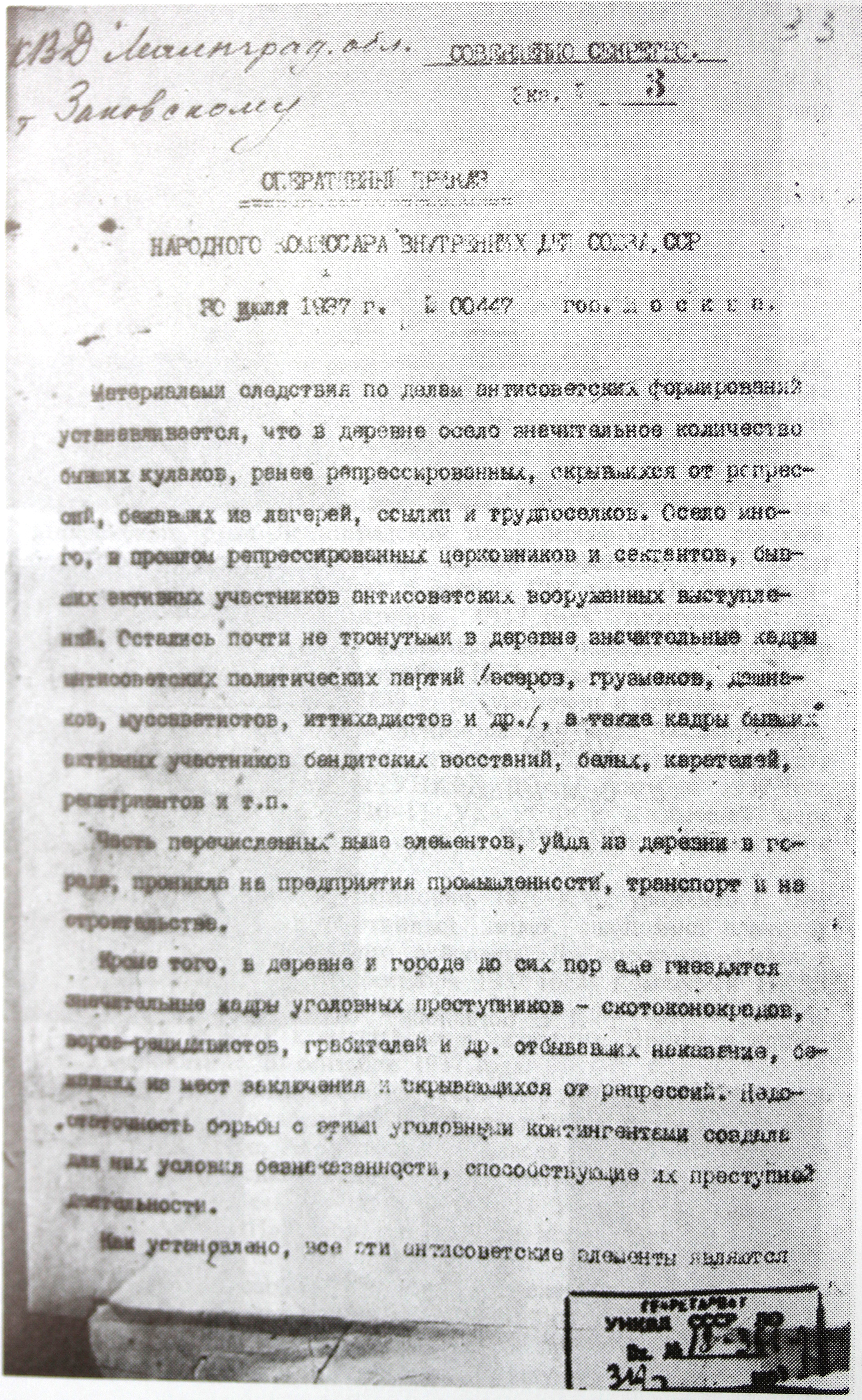
وثيقة للشرطة السرية تكشف عن قمع بعض العناصر المعادية للسوفيت عام 1937

عرف يجوف بانه كان أحد اتباع ستالين المخلصين وكانت نقطة تحوله رئيساً للشرطة السرية والتي أدت إلى تحوله رئيساً للاستجابة من قبل ستالين واصبح المفوض الشعبي للشؤون الداخلية (رئيس اللجنة المركزية) والذي أدى إلى ازدياد الإرهاب الذي قام به يجوف، أمر يزوف ياغودا بتجريد ملابسه وضربه من قبل الحراس وأخذه إلى غرفة الإعدام وإعدامه بضربه طلقاً نارياً على رأسه وسبب إعدامه يرجع إلى ان يجوف قام باتهام ياغودا بتهمة الخيانة مما أدى إلى اعدامه، بلغت عملية التطهير الكبرى أوج عظمتها خلال أعوام 1937 - 1938 من 50 - 75% من أعضاء مجلس السوفيت الأعلى وتجريد ضباط الجيش الأحمر وسجنهم أو نقلهم إلى معسكرات العمل في سيبيريا وايضاً اتهم بعض المواطنون السوفيت بالخيانة (بدون أي ادلة من قبل يجوف) ومعاقبتهم وتابع يجوف عمليات الاعتقالات والإعدام وأجرى يجوف عملية تطهير شاملة لأجهزة الأمن السوفيتية واعتقال بعضهم وإعدامهم على وفق أوامر يجوف، وبين أعوام 1937 و1938 اعتقل 1.3 مليون على الأقل وقتل 681692 شخص وموت ما لا يقل عن 140.000 من السجناء بسبب سوء التغذية أو الإرهاق أثناء نقلهم في المخيمات إلخ.

## سقوطه من السلطة
عين يجوف المفوض الشعبي للنقل المائي في 6 أبريل 1938 على الرغم من انه احتفظ بمناصبه الأخرى بصفته المحقق الكبير وبعدها تم تنحيته من كل مناصبه بأمر من ستالين بتهمة الخيانة العظمى وإعدامه عام 1940 خلافاً لتوقعات ولاحظ ستالين بانه خسر عدد كبير من الضباط والمسؤولين الكبار بالحزب خلال عملية التطهير التي قام بها يجوف واعترف يجوف في نهاية المطاف بانه قام بعمليات تصفية للضباط والمسؤولين الكبار لمصالح شخصية مما أدى إلى إعدامه.

### المحاكمة والتنفيذ
في 2 فبراير 1940 حكم يجوف باعتباره خائناً وراء الأبواب المغلقة واعتبر جاسوس وإرهابي وأتهم بانه قام بعمليات تطهير لاربعة الف مسؤول سياسي ووصفه ستالين «بعدو الشعب» وبعد محاكمة سرية سمح يزهوف بالعودة إلى زنزانته ولكن بعد نصف ساعة تم اخذه وعزله من زنزانته وأصدر أمر بمحاكمته بالإعدام وهذه المرة كان عليه ان يخرج بأي وسيلة ولكن لم يستطيع وأخذه الحراس وجردوه من ملابسه وضربه وبعدها تم إعدامه بأمر من ستالين عام 1940 .

## أسباب إعدامه
ترجع أسباب إعدامه إلى انه قام بعمليات تصفية لمصالح شخصية أو لبقائه في السلطة دون علم ستالين وبسببه تمت تصفية الضباط والقادة البلاشفة القدماء والمسؤولين الكبار في الحزب الشيوعي السوفيتي وايضاً قام باعتقال المواطنيين بدون ادلة «أو لأسباب تافهة» وعندما لاحظ ستالين أعمال يجوف التخريبية قام بوصفه بعدو الشعب كما ذكرنا سابقاً وتم إعدامه بتهمة الخيانة وتم تنحيته من جميع مناصبه وإعدامه عام 1940 .

## شعبيته
كان ليجوف شعبية في فترة سلطته وتم تأليف أنشودة له سميت «بأنشودة المديح».
- أنشودة المديح

| نيكولاي يجوف | شكراً يا يجوف لرفع الانذار، أنت تقف على اهبة الاستعداد لهذا البلد والزعيم هنا والجميع يحبك، الرفيق يجوف والشعب يكرر مجتمعين حولك تحية لكم، صديق ستالين والمخلصين | نيكولاي يجوف |

 .